# Majków-Folwark
Majków-Folwark – wieś w Polsce położona w województwie łódzkim, w powiecie piotrkowskim, w gminie Grabica.
Wieś królewska w starostwie piotrkowskim w powiecie piotrkowskim województwa sieradzkiego w końcu XVI wieku. W latach 1975–1998 miejscowość administracyjnie należała do województwa piotrkowskiego.

## Czasy najdawniejsze
Majków to jedna z najstarszych wsi w powiecie piotrkowskim i województwie łódzkim. Lokowana w pełnym średniowieczu, jako własność królewska. W 1311 książę Władysław Łokietek nadał w dzierżawę ziemię dóbr majkowskich Władysławowi Liszowiczowi z wielkopolskiego rodu Zarębów. Wieś powstała na surowym korzeniu. Okoliczne tereny aż do poł. XIX wieku były całkowicie zalesione – stąd szczególnie rozwijało się tu leśnictwo (produkcja drewna), a na obszarze samej wsi – rolnictwo kmiece. 
Początkowo wieś stanowiła jedność z obecnym Majkowem Dużym, Majkowem Małym, Majkowem Średnim oraz Olendrami. 
W okresie nowożytnym – do końca XVIII wieku – znajdował się tu folwark pańszczyźniany. Przed I wojną światową było czterech kolejnych właścicieli folwarku. Jednymi z nich było małżeństwo Antoniego i Barbary Przyłuskich. W 1919 r. nastąpiła parcelacja. Prócz dawnych chłopów, sprowadzono tu także osadników z pobliskiego Piotrkowa. Tradycja i źródła wskazują nadto miejsce dawnego dworu – stał on na granicy Majkowa-Folwarku i Majkowa Dużego. Zachowane dokumenty świadczą o gospodarce typowo hodowlanej. Do czasów obecnych zachował się spis opłat poszczególnych właścicieli ziemskich z XIX wieku; dużo informacji znajdujemy także w dokumentach dot. pobliskiego Szydłowa i Piotrkowa Trybunalskiego.
Chłopi wykazali się postawą patriotyczną podczas okupacji hitlerowskiej, ponosząc przy tym duże ofiary.

## Współczesność
Do połowy lat dziewięćdziesiątych XX wieku Majków był wsią typowo rolniczą. Przeważały tu uprawy zboża i pszenicy. W drugiej połowie lat dziewięćdziesiątych przeważają już uprawy warzywnicze. Obecnie zanika rolniczy charakter miejscowości. Notuje się rozwój infrastruktury. Z uwagi na dobre połączenie komunikacyjne z pobliskim Piotrkowem Trybunalskim – powstają tu w bardzo szybkim tempie kolejne obiekty mieszkalne, a nieopodal – centra logistyczne. 
W roku 2011 obchodzić będziemy 700-lecie wsi. W lipcu 2008 r. powołany został Komitet Organizacyjny Jubileuszu. Trwają prace nad organizacją imprezy. Wydano okolicznościowy folder i zorganizowano kamień, który spełni funkcję okolicznościowego obelisku. Współpracę deklarują wójt gminy Wola Krzysztoporska oraz wójt gminy Grabica.
W czerwcu 2009 mieszkaniec Majkowa-Folwarku Leszek Filipek (ur. 1935) opublikował nakładem Urzędu Gminy w Grabicy tomik poezji zatytułowany "Dzieje wsi ziemi majkowskiej opisane wierszem". Tomik zawiera wiersze: "Jubileusz 700-lecia Majkowa", "Jak powstały Majkowy", "Majkowskie przemiany", "Moja okolica", "Chłopska dola", "Żniwny trud", "Ożenek - dawniej i dziś", "Majówki majkowskie", "Czas karnawału", "Wiejska przyjaźń" i "Życie nasze".
700 lat Majkowa, "Ziemia Piotrkowska", nr 31 (151), 1 VIII 2008, s. 6.
"Biuletyn informacyjny gminy Wola Krzysztoporska", numery: VIII i IX 2009.
Zobacz też: Majków, Majków Duży, Majków Mały, Majków Średni, Olendry